# Amebix
Az Amebix brit crust punk együttes volt. Eredetileg "The Band with No Name" volt a nevük. 1978-ban alakultak, és 1987-ben oszlottak fel. Ez időtartam alatt három EP-t és két nagylemezt adtak ki. 2008-ban újból összeálltak, 2012-ben pedig véglegesen feloszlottak.
Ők az első olyan együttesek közé tartoztak, akik az anarcho-punk műfaját a heavy metallal vegyítették, ezáltal a crust punk műfaj egyik úttörőjének számítanak, és sokan a "proto-thrash" (korai thrash metal)/extrém/speed metal műfajokba sorolják őket. Olyan együttesek állítottak nekik emléket, mint a Sepultura, a Neurosis és a Deviated Instinct.

## Hatásuk
Az Amebix zenéjére a Motörhead, a Black Sabbath és a Crass volt hatással, illetve több post-punk/gothic rock együttes, például a Public Image Ltd, a Bauhaus és a Joy Division, illetve a Killing Joke. Rob Miller énekes szerint még a Hellhammer, a Bathory és a Darkthrone volt még hatással a zenekarra.

## Tagok
Utolsó felállás
- Rob "The Baron" Miller - ének (1978-1987, 2008-2012), basszusgitár (1979-1987, 2008-2012)
- Chris "Stig" Miller - gitár, vokál (1978-1987, 2008-2012)
- Roy Mayorga - dob, ütős hangszerek, billentyűk (2008-2012)

Korábbi tagok
- Clive Barnes - basszusgitár (1978-1979)
- Andy "Billy Jug" Hoare - dob (1978-1981)
- Ric Gadsby - basszusgitár (1979)
- Martin Baker - dob (1981)
- Norman Butler - billentyűk (1981-1984)
- Virus - dob (1981-1985, 2015-ben elhunyt)
- Jenghiz - billentyűk (1984)
- George Fletcher (A. Droid) - billentyűk (1984-1987)
- Robert "Spider" Richards - dob (1985-1987)

## Diszkográfia
- Arise! (1985)
- Monolith (1987)
- Sonic Mass (2011)